# Carmela Arias y Díaz de Rábago
Carmela Arias y Díaz de Rábago, (La Corunya, 20 de febrer de 1920 - 27 d'octubre de 2009) va ser una financera espanyola.

## Biografia
Filla de Vicente Arias de la Maza i de Carmela Díaz de Rábago y Aguiar. Va estudiar al Col·legi del Sagrat Cor de La Corunya i va començar els estudis d'arquitectura a la Universitat de Barcelona ciutat on el seu pare era secretari de la Junta d'Obres del Port. No va acabar els estudis per la seva mala salut (des dels 15 anys patia una malaltia als bronquis). Va estar malalta fins al 1953, quan fou operada a Estocolm.
En 1966 es va casar amb Pedro Barrié de la Maza, cosí germà del seu pare i comte de Fenosa. Abans del casament, el 5 de novembre, constituïren la Fundació Barrié de la Maza. En aquell moment el capital era integrat per l'entrada del comte de Fenosa, 3.300 milions de pessetes, més el 25% dels ingressos nets dels actius de la Fundació, que es destinaria a l'ampliació de capital. El 1981 la comtessa va donar 7.000 milions de pessetes a la Fundació.
El 14 de març de 1971 va morir el comte de Fenosa, deixant la seva esposa com a única hereva. En aquest moment es va convertir en empresària i presidenta de la Fundació i d'altres empreses de l'accionista majoritari de l'entitat, com a presidenta del Banco Pastor (40%), Gas Madrid, Alúmina o Astano. També va heretar el títol de comtessa de Fenosa.
El 13 de febrer de 1994 va anunciar la remodelació de la cúpula del Pastor: creà dues vicepresidències-amb poders executius- per als seus nebots Vicente i Xosé María Arias Mosquera, mentre que Guillermo Dehesa deixa el lloc de conseller delegat i passa a assessor de la presidència.
Presidenta d'honor d'Unión Fenosa, en gener de 1992 fou nomedada vicepresidenta i membre de la comissió delegada de l'empresa. Presentà la seva dimissió el 23 de gener de 1996, i fou substituïda pel seu nebot Vicente Arias Mosquera.
El 27 de setembre de 2001 fou nomenada presidenta d'honor del Banco Pastor després de renunciar a la direcció de l'entitat financera per raons d'edat. Els càrrecs vacants foren ocupats pels seus nebots Xosé María i Vicente Arias Mosquera.
Va morir el 27 d'octubre de 2009 a La Corunya.

## Premis
- Medalla d'Or de la Universitat de Galícia, 1982
- Medalla d'Honor de la Reial Acadèmia de les Arts de Sant Fernando, 1989
- Medalla Castelao, 1989
- Premi Galicia en Feminino
- Premi Juan Lladó (de l'Instituto de Empresas i la Fundació Ortega y Gasset), 1990
- Medalla d'Honor de la Universitat Internacional Menéndez i Pelayo (UIMP), 1990
- Doctora honoris causa per la Universitat de la Corunya, 1991
- Premi Gallec de l'Any de 1991
- Sòcia d'Honor de l'Associació de Veïns "As Dunas de Corrubedo" i gran benefactora de la localitat, la qual va visitar personalment per recollir el Pergamí d'Honra.